# Tony Farmer
Pour les articles homonymes, voir Farmer.
Anthony Todd « Tony » Farmer, né le 3 janvier 1970 à Los Angeles en Californie, est un ancien joueur américain de basket-ball.

## Biographie
Ailier de 2,07 m pour 112 kg sorti de l'université du Nebraska et ayant évolué à l'université d'État de San José, Farmer a joué 104 rencontres en NBA entre 1993 et 2000. Il fut membre des Nuggets de Denver , des Charlotte Hornets et des Warriors de Golden State, réalisant une moyenne de 6,3 points lors de la saison 1999-2000 avec Golden State. Farmer joua également en CBA, en ABA, à Besançon, à Pau-Orthez, à Cholet, en Italie, en Russie, en Belgique, en Espagne, en Grèce, en Argentine et à Porto Rico.
Il occupe le poste d'entraîneur-joueur des Orange County Gladiators en ABA en 2007-2008.

## Palmarès
- Champion de France Pro B en 1995